# El Karimia (distrito)
El Karimia é um distrito localizado na província de Chlef, Argélia, e cuja capital é a cidade de mesmo nome, El Karimia.[carece de fontes?]

## Municípios
O distrito está dividido em três comunas:
- El Karimia
- Harchoun
- Beni Bouateb